# Енисей (Красноярский край)
Енисей — посёлок в Новосёловском районе Красноярского края России. Входит в состав Комского сельсовета.

## География
Посёлок расположен в 45 км к востоку от районного центра Новосёлово.

## Население
| 2010 |
| ---- |
| 49   |

Гендерный состав
По данным Всероссийской переписи населения 2010 года 27 мужчин и 22 женщины из 49 чел.